# Grimpa-soques beccurt
El grimpa-soques beccurt (Glyphorynchus spirurus) és una ocell sud-americà de la família dels furnàrids. És l'únic membre del gènere Glyphorynchus.

## Hàbitat i distribució
Selva humida, clars i vegetació secundària, a les terres baixes, des de Mèxic fins Panamà i des de Colòmbia, Veneçuela i Guaiana, cap al sud, per l’oest dels Andes, fins l’oest d'Equador i, per l'est dels Andes, a través de l'est d'Equador i del Perú fins al nord de Bolívia i Brasil